# Аппаковское сельское поселение (Алькеевский район)
Аппаковское се́льское поселе́ние (тат. Апак авыл җирлеге) — муниципальное образование в Алькеевском районе Республики Татарстан.
Административный центр — село Аппаково.

## География
Поселение расположено на крайнем юге района. Граничит с Юхмачинским сельским поселением, Нурлатским районом и Ульяновской областью.
Основные реки: Малый Черемшан (имеет статус памятника природы регионального значения) с притоками Путок и Тумбинка.

## История
В начале XX века территория относилась к Спасскому уезду Казанской губернии, с 1920 года — к Спасскому кантону ТАССР. С 10 августа 1930 года территория включена в Алькеевский район, 10 февраля 1935 года передана в новообразованный Кузнечихинский район, в феврале-июне 1944 года передана в новообразованный Юхмачинский район, с 7 декабря 1956 года в результате упразднения Юхмачинского района территория вновь отошла в Кузнечихинский район, с 28 октября 1960 года в результате упразднения Кузнечихинского района территория вновь отошла в Алькеевский район, с 1 февраля 1963 года в результате упразднения Алькеевского района территория передана в Куйбышевский (ныне Спасский) район, с 12 января 1965 года включена во вновь образованный Алькеевский район.
Статус и границы сельского поселения установлены Законом Республики Татарстан от 31 января 2005 г. № 10-ЗРТ «Об установлении границ территорий и статусе муниципального образования „Алькеевский муниципальный район“ и муниципальных образований в его составе».
Законом Республики Татарстан от 9 октября 2008 г. № 103-ЗРТ границы Алькеевского и Нурлатского районов были изменены для устранения взаимных чересполосных участков (эксклавов): в результате из Нурлатского района в состав поселения передана территория по левому берегу р. Малый Черемшан вдоль границ с Ульяновской областью — таким образом бывший эксклав с. Старая Тумба оказался соединён с основной частью поселения, взамен этого бывшие малые эксклавы поселения на территории Нурлатского района вместе с п. Покровский (на 2010 г. населения нет) переданы в состав Новотумбинского сельского поселения того же района.

## Население
| 2010 | 2011 | 2012 | 2013 | 2014 | 2015 | 2016 |
| ---- | ---- | ---- | ---- | ---- | ---- | ---- |
| 632  | ↘630 | ↗631 | ↘618 | ↘614 | ↗625 | ↘606 |
| 2017 | 2018 |      |      |      |      |      |
| ↘590 | ↘583 |      |      |      |      |      |

## Состав сельского поселения
| № | Населённый пункт | Тип населённого пункта       | Население (2021) |
| - | ---------------- | ---------------------------- | ---------------- |
| 1 | Аппаково         | село, административный центр | 289              |
| 2 | Каракули         | село                         | 200              |
| 3 | Старая Тумба     | село                         | 78               |

## Транспорт
Автодороги с твёрдым покрытием: 16К-0191 «Алексеевское — Высокий Колок» (часть маршрута Казань — Самара) и подъездная дорога от неё к с. Каракули.
Планируется строительство дороги Каракули — Старая Тумба — Новая Тумба.

## Границы поселения
Граница Аппаковского сельского поселения по смежеству с Нурлатским муниципальным районом проходит от узловой точки 43, расположенной в 1,6 км на север от села Каракули на стыке границ Аппаковского, Юхмачинского сельских поселений и Нурлатского муниципального района, по границе Алькеевского муниципального района до узловой точки 44(1), расположенной в 5,35 км на юго-восток от села Старая Тумба на стыке границ Аппаковского сельского поселения, Нурлатского муниципального района и Ульяновской области.
Граница Аппаковского сельского поселения по смежеству с Ульяновской областью проходит от узловой точки 44(1) по административной границе Республики Татарстан до узловой точки 42, расположенной в 4,6 км на запад от села Аппаково на стыке границ Аппаковского, Юхмачинского сельских поселений и Ульяновской области.
Граница Аппаковского сельского поселения по смежеству с Юхмачинским сельским поселением проходит от узловой точки 42 ломаной линией по восточной и южной границам лесных кварталов 161, 158, 154, 155, 147, 137, 138, 139 Юхмачинского участкового лесничества государственного бюджетного учреждения Республики Татарстан «Алькеевское лесничество» до восточного угла лесного квартала 139, далее идет по сельскохозяйственным угодьям 2,5 км на северо-восток, пересекая автодорогу Алексеевское — Высокий Колок, до узловой точки 43.